# Salesforce Tower
La Salesforce Tower, antiguamente conocida como Transbay Tower, es un rascacielos de oficinas de 326 metros de altura en el barrio South of Market del Distrito Financiero de San Francisco, California, Estados Unidos. Situado en el 415 de Mission Street entre las calles First y Fremont, junto al Transbay Transit Center, la Salesforce Tower es la pieza central del Proyecto San Francisco Transbay. El plan contiene oficinas, viviendas, comercios e infraestructuras de transporte. La torre es la más alta de San Francisco. Con una altura de azotea de 326 m y una altura total de 326 m, también es el segundo edificio más alto de los Estados Unidos al oeste del Río Misisipi tras el Wilshire Grand Center de Los Ángeles.

## Historia
La promotora Hines, con una propuesta del arquitecto César Pelli, fue seleccionada ganadora de una competición mundial en 2007 para comprar la parcela y construir en ella. Un jurado de siete miembros compuesto por expertos en urbanismo escogidos por la Transbay Joint Powers Authority (TJPA) escogió a Hines frente a la propuesta de Forest City Enterprises y el arquitecto Richard Rogers, y la del Rockefeller Development Group y Skidmore Owings & Merrill. En 2012, Boston Properties compró una participación del 50% en el proyecto, y en 2012 compró la mayor parte de la participación que conservaba Hines y pasó a tener un 95% de la propiedad del edificio.

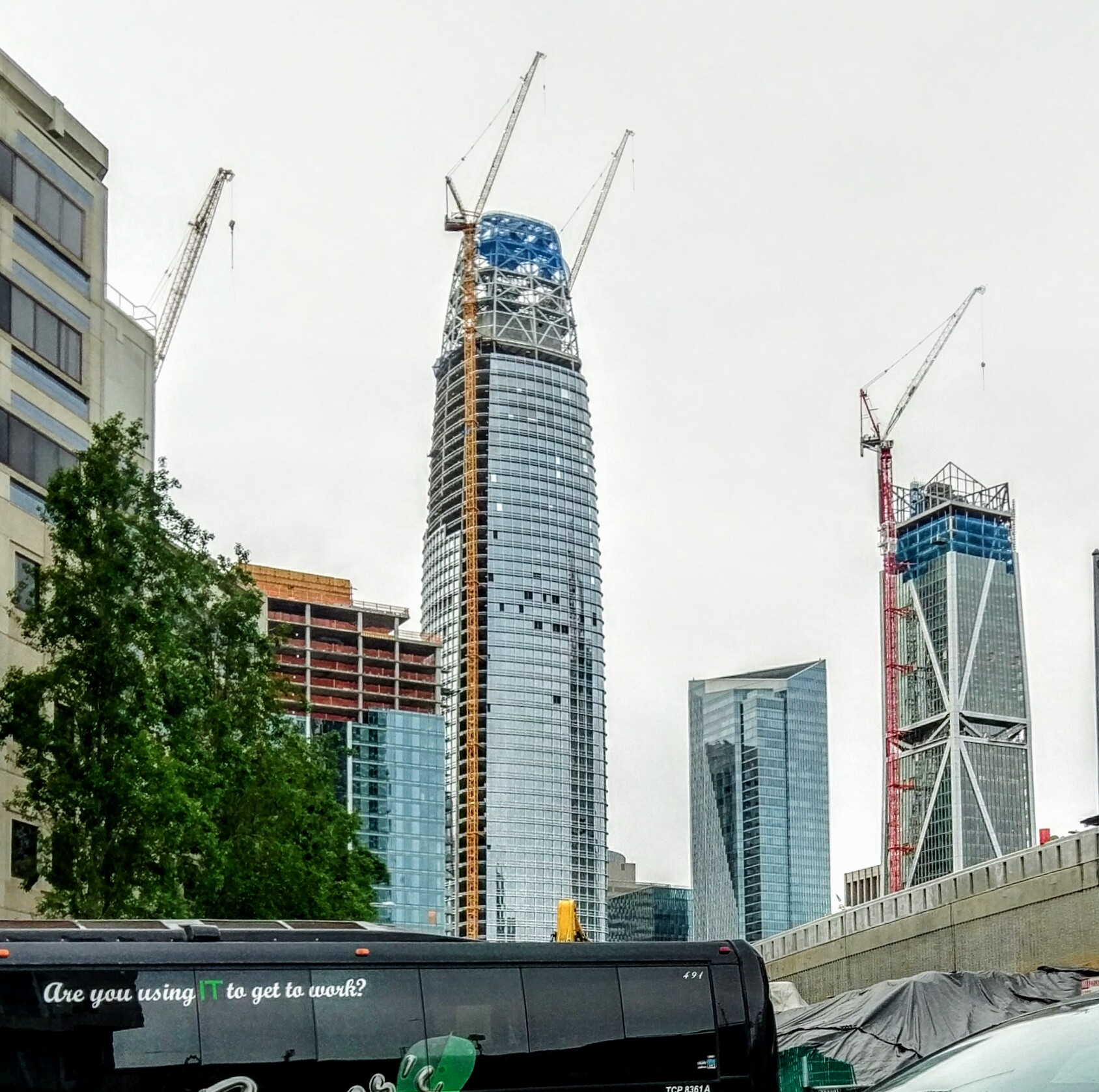
La Salesforce Tower en abril de 2017, el día antes de su ceremonia de coronación.

La parcela de la torre estaba en una zona abandonada, usada antiguamente como entrada al nivel del suelo a la San Francisco Transbay Terminal, que fue demolida en 2011. La TJPA vendió la parcela a Boston Properties y Hines por US$ 192 millones, y la ceremonia de puesta de la primera piedra de la nueva torre se realizó el 27 de marzo de 2013. Las obras de construcción bajo tierra empezaron a finales de 2013. La constructora del proyecto es una empresa conjunta entre los contratistas Clark Construction y Hathaway Dinwiddie Construction.
El proyecto se contrató originalmente on spec, lo que significa que el promotor-propietario no tenía ningún inquilino importante firmado de antemano, siendo por tanto un proyecto especulativo. El 11 de abril de 2014, Salesforce.com anunció que había firmado un alquiler por 66 000 m² en las plantas 1, 3–30 y 61, convirtiéndose así en el inquilino principal del edificio. Previamente conocida como Transbay Tower, el edificio se renombró como Salesforce Tower. El alquiler se valoró en US$ 560 millones y tiene una duración de quince años y medio empezando en 2017.
La torre fue inaugurada en 2018 y tiene 61 plantas, con una corona decorativa que alcanza los 326 metros. La propuesta original tenía 366 m de altura, pero la altura fue reducida posteriormente. Es el edificio más alto de San Francisco, superando a la Pirámide Transamerica en más de sesenta metros. La torre es el segundo edificio más alto del oeste de los Estados Unidos.

## En la cultura popular
La primera aparición de la Salesforce Tower en el cine fue en la película animada de 2014 Big Hero 6. Aunque la Salesforce Tower estaba todavía en construcción cuando se realizó la película, aparecía en ella como si estuviera completada.